# 北＝ヴェストファーレン大管区

北＝ヴェストファーレン大管区
Gau Westfalen-Nord

国の標語: "Ein Volk, ein Reich, ein Führer."
（ドイツ語: 一つの民族、一つの国家、一人の総統）国歌: 世界に冠たるドイツ
Das Lied der Deutschen
 
党歌: 旗を高く掲げよ
Horst-Wessel-Lied
 

【大管区登録番号】 第38番

北＝ヴェストファーレン大管区（独：Gau Westfalen-Nord）は、国民社会主義ドイツ労働者党（ナチ党）の設置した大管区の一つである。

## 概要
ナチ党再結党前の1924年、突撃隊指導者のフランツ・プフェッファー・フォン・ザロモンの下でヴェストファーレン大管区（Gau Westfalen）が設置された。1926年にはカール・カウフマンの下でルール大管区（Gau Ruhr）に編入され、1929年からヨーゼフ・ワーグナーが指導者となった。1931年にアドルフ・ヒトラーの指示によりルール大管区は南北に分割され、北＝ヴェストファーレン大管区（Gau Westfalen-Nord）が発足し、アルフレート・マイヤーが大管区指導者に任命された。1931年からはペーター・スタンジールが副大管区指導者となった。
ヴェストファーレン北大管区は、プロイセン州のヴェストファーレン北部地域、即ちミュンスターとミンデンの旧行政地域が含まれていた。（現在のデトモルト行政区）、ヘッセン＝ナッサウ州のシャウムブルク、ハノーファー県（1932年9月30日から）、及びシャウムブルク＝リッペ州とリッペ州以外の地域は、南＝ヴェストファーレン大管区（Gau Westfalen-Süd, ）となった。
1933年にドイツ国家人民党 (DNVP) のフェルディナント・フォン・リューニンクがヴェストファーレン州上級大統領に任命され、1938年からはマイヤーが後任に就いた。1933年5月16日、マイヤーはシャウムブルク・リッペ州とリッペ州総督を兼任した。1936年2月24日、彼は州政府全権及び国家代理官に就任した（登記上は1936年2月1日付け）。州知事のカール＝フリードリッヒ・コルボウはナチズムの政策の実施を確立した。
大管区本部は1932年10月1日迄、ゲルゼンキルヒェンにあり、1936年末からビスマルク・アレー5番地の建物を変えてミュンスターに移った。大管区指導者学校はノルトキルヒェン宮殿とリュベッケ（アムヴァインガルテン）に存在した。
大管区指導者であるマイヤーは多くの役職を兼任していた。
- 1939年12月17日 ― 第6軍管区及び北＝ヴェストファーレン大管区全国防衛委員長官
- ミュンスター都市計画総監
- ノルウェー国家弁務官ヨーゼフ・テアボーフェン代行（1940年5月29日-1942年2月20日）
- 第6軍管区内全国防衛委員管理委託（1940年11月15日–1945年）
- ヴェストファーレン北大管区地区住宅委員（1942年1月20日 ）
- ヴァンゼー会議
- 全国労働配置総監フリッツ・ザウケル全権（1942年4月6日-1945年）
- 北＝ヴェストファーレン全国防衛管区指導者（1942年11月16日-1945年4月11日）
- 北＝ヴェストファーレン大管区国民突撃隊司令官（1944年9月25日-1945年9月25日）

マイヤーは、地域の文化政策の面で国民の忠誠心を獲得しようと腐心した。彼は党と祖国運動の精神による『ヴェストファーレンの日』を制定し、リッペで劇作家のクリスティアン・ディートリヒ・グラッベを祝し、ヘルマン記念碑を建設した。1938年には『アネッテ・フォン・ドロステ＝ヒュルスホフの日』を制定した。ルール地方では、労働者階級の関心を得るために 、成功を収めたサッカークラブのシャルケ04が特別な栄誉を受けた。

## 備考

### 大管区指導者
大管区指導者
- アルフレート・マイヤー（1931-45年）

### 組織
- 大管区本部 ― ゲルゼンキルヒェン（-1932年10月1日）、ミュンスター、ビスマルク・アレー5番地（1936年-）
- 大管区指導者学校 ― ノルトキルヒェン宮殿（英語版）、リュベッケ（アムヴァインガルテン）
- SA『ヴェストファーレン』管区集団本部

### 人事
- 大管区局長及び監督官 ― ヴィルヘルム・ローゼンバウム（1936-38年）
- 文化・宣伝局長、オランダ国家弁務官 ― フリッツ シュミット
- 大管区文化総監、大管区都の設計担当主任 ― ミュンスター・ヘルマン・バーテルズ
- 大管区経済顧問、IHK社長 ― クリスチャン フランケ

### 構成管区
- アーハウス（英語版）
- ベックム
- ビーレフェルト方面（英語版）
- ビーレフェルト市
- ボルケン＝ボホルト（英語版）
- ボトロップ
- ビューアー（ドイツ語版）
- ビューレン
- コースフェルト
- デトモルト
- ゲルゼンキルヒェン
- グラートベック（英語版）
- ハレ（ヴェストファーレン）
- ヘルフォルト
- ヘクスター
- レムゴー
- リュベッケ
- リューディンクハウゼン（英語版）
- ミンデン
- ミュンスター方面（ドイツ語版）
- ミュンスター市
- パーダーボルン
- レックリングハウゼン
- グラーフシャフト＝シャウムブルク（英語版）
- シャウムブルク＝リッペ
- シュタインフルト
- テックレンブルク
- ヴァールブルク
- ヴァーレンドルフ
- ヴィーデンブリュック